# Dowa
Dowa – gaun wikas samiti w zachodniej części Nepalu w strefie Dhawalagiri w dystrykcie Myagdi. Według nepalskiego spisu powszechnego z 2001 roku liczył on 287 gospodarstw domowych i 1228 mieszkańców (647 kobiet i 581 mężczyzn).